# Ronneby repülőtér
A Ronneby repülőtér (IATA: RNB, ICAO: ESDF) Svédország egyik polgári és katonai repülőtere, amely Ronneby községben, Kallingeben található. Éves utasforgalma 223 984 fő (2018).

## Futópályák
A repülőtér futópályái:
- 01/19

## Forgalom
Az utasforgalom az elmúlt években az alábbi módon változott:
| Utasok száma | 206 044 | 220 157 | 191 210 | 226 995 | 213 438 | 215 188 | 231 681 | 223 984 | 50 864 | 101 101 |
|              | 2005    | 2007    | 2009    | 2011    | 2013    | 2014    | 2016    | 2018    | 2020   | 2022    |